# Thomaston (Geórgia)
Thomaston é uma cidade localizada no estado americano de Geórgia, no Condado de Upson.

## Demografia
Segundo o censo americano de 2000, a sua população era de 9411 habitantes.
Em 2006, foi estimada uma população de 9140, um decréscimo de 271 (-2.9%).

## Geografia
De acordo com o United States Census Bureau tem uma área de
23,8 km², dos quais 23,4 km² cobertos por terra e 0,4 km² cobertos por água. Thomaston localiza-se a aproximadamente 213 m acima do nível do mar.

## Localidades na vizinhança
O diagrama seguinte representa as localidades num raio de 20 km ao redor de Thomaston.